# Calyptrogyne osensis
Calyptrogyne osensis är en enhjärtbladig växtart som beskrevs av Andrew James Henderson. Calyptrogyne osensis ingår i släktet Calyptrogyne och familjen Arecaceae.
Artens utbredningsområde är Costa Rica. Inga underarter finns listade i Catalogue of Life.